# Wybory prezydenckie w Islandii w 2000 roku
Wybory prezydenckie w Islandii w roku 2000 nie odbyły się, ponieważ nie pojawił się żaden kontrkandydat wobec urzędującego prezydenta Ólafura Ragnara Grímssona. Działacz pokojowy Ástþór Magnússon zamierzał zgłosić swoją kandydaturę, ale nie udało mu się zebrać wymaganych 1500 podpisów poparcia.